# No Mercy (Racoon)
No Mercy is een nummer van de Nederlandse rockband Racoon, afkomstig van het studioalbum Liverpool Rain. Het nummer werd, samen met het album, uitgebracht in maart 2011. Bart van der Weide schreef het nummer. Wouter Van Belle was verantwoordelijk voor de productie.

## Hitnoteringen

### Nederlandse Top 40
| Hitnotering: 09-04-2011 t/m 10-09-2011 | Hitnotering: 09-04-2011 t/m 10-09-2011 | Hitnotering: 09-04-2011 t/m 10-09-2011 | Hitnotering: 09-04-2011 t/m 10-09-2011 | Hitnotering: 09-04-2011 t/m 10-09-2011 | Hitnotering: 09-04-2011 t/m 10-09-2011 | Hitnotering: 09-04-2011 t/m 10-09-2011 | Hitnotering: 09-04-2011 t/m 10-09-2011 | Hitnotering: 09-04-2011 t/m 10-09-2011 | Hitnotering: 09-04-2011 t/m 10-09-2011 | Hitnotering: 09-04-2011 t/m 10-09-2011 | Hitnotering: 09-04-2011 t/m 10-09-2011 | Hitnotering: 09-04-2011 t/m 10-09-2011 |
| Week:                                  | 1                                      | 2                                      | 3                                      | 4                                      | 5                                      | 6                                      | 7                                      | 8                                      | 9                                      | 10                                     | 11                                     | 12                                     |
| -------------------------------------- | -------------------------------------- | -------------------------------------- | -------------------------------------- | -------------------------------------- | -------------------------------------- | -------------------------------------- | -------------------------------------- | -------------------------------------- | -------------------------------------- | -------------------------------------- | -------------------------------------- | -------------------------------------- |
| Positie:                               | 37                                     | 35                                     | 31                                     | 23                                     | 19                                     | 11                                     | 7                                      | 7                                      | 3                                      | 4                                      | 5                                      | 8                                      |
| Week:                                  | 13                                     | 14                                     | 15                                     | 16                                     | 17                                     | 18                                     | 19                                     | 20                                     | 21                                     | 22                                     | 23                                     |                                        |
| Positie:                               | 8                                      | 8                                      | 9                                      | 11                                     | 11                                     | 11                                     | 10                                     | 13                                     | 19                                     | 27                                     | 38                                     | uit                                    |

### NederlandseSingle Top 100
| Hitnotering: 26-03-2011 t/m 29-10-2011 | Hitnotering: 26-03-2011 t/m 29-10-2011 | Hitnotering: 26-03-2011 t/m 29-10-2011 | Hitnotering: 26-03-2011 t/m 29-10-2011 | Hitnotering: 26-03-2011 t/m 29-10-2011 | Hitnotering: 26-03-2011 t/m 29-10-2011 | Hitnotering: 26-03-2011 t/m 29-10-2011 | Hitnotering: 26-03-2011 t/m 29-10-2011 | Hitnotering: 26-03-2011 t/m 29-10-2011 | Hitnotering: 26-03-2011 t/m 29-10-2011 | Hitnotering: 26-03-2011 t/m 29-10-2011 | Hitnotering: 26-03-2011 t/m 29-10-2011 | Hitnotering: 26-03-2011 t/m 29-10-2011 | Hitnotering: 26-03-2011 t/m 29-10-2011 | Hitnotering: 26-03-2011 t/m 29-10-2011 | Hitnotering: 26-03-2011 t/m 29-10-2011 | Hitnotering: 26-03-2011 t/m 29-10-2011 | Hitnotering: 26-03-2011 t/m 29-10-2011 |
| Week:                                  | 1                                      | 2                                      | 3                                      | 4                                      | 5                                      | 6                                      | 7                                      | 8                                      | 9                                      | 10                                     | 11                                     | 12                                     | 13                                     | 14                                     | 15                                     | 16                                     | 17                                     |
| -------------------------------------- | -------------------------------------- | -------------------------------------- | -------------------------------------- | -------------------------------------- | -------------------------------------- | -------------------------------------- | -------------------------------------- | -------------------------------------- | -------------------------------------- | -------------------------------------- | -------------------------------------- | -------------------------------------- | -------------------------------------- | -------------------------------------- | -------------------------------------- | -------------------------------------- | -------------------------------------- |
| Positie:                               | 33                                     | 22                                     | 27                                     | 34                                     | 31                                     | 30                                     | 22                                     | 15                                     | 17                                     | 3                                      | 4                                      | 18                                     | 16                                     | 17                                     | 13                                     | 11                                     | 13                                     |
| Week:                                  | 18                                     | 19                                     | 20                                     | 21                                     | 22                                     | 23                                     | 24                                     | 25                                     | 26                                     | 27                                     | 28                                     | 29                                     | 30                                     | 31                                     | 32                                     |                                        |                                        |
| Positie:                               | 13                                     | 19                                     | 17                                     | 18                                     | 29                                     | 23                                     | 35                                     | 41                                     | 52                                     | 57                                     | 64                                     | 67                                     | 59                                     | 71                                     | 77                                     | uit                                    |                                        |

### NPO Radio 2 Top 2000
| Nummer met noteringen in de NPO Radio 2 Top 2000 | '11 | '12 | '13 | '14 | '15 | '16 | '17 | '18 | '19 | '20 | '21  | '22  | '23  | '24  |
| ------------------------------------------------ | --- | --- | --- | --- | --- | --- | --- | --- | --- | --- | ---- | ---- | ---- | ---- |
| No Mercy                                         | 171 | 212 | 291 | 256 | 418 | 506 | 599 | 900 | 961 | 829 | 1091 | 1264 | 1052 | 1121 |

1. ↑  Een vetgedrukt getal geeft de hoogste notering aan.
2. ↑  2011 was het eerste jaar met een notering voor dit nummer.